# هنري أدونيس روميرو
هنري أدونيس روميرو (بالإسبانية: Henry Adonis Romero)‏ هو لاعب كرة قدم هندوراسي، ولد في 12 أغسطس 1996 في تيغوسيغالبا في هندوراس. لعب مع نادي ماراثون.

## وصلات خارجية
- هنري أدونيس روميرو على موقع قاعدة بيانات كرة القدم.إي يو (الإنجليزية)
- هنري أدونيس روميرو على موقع Soccerway.com (الإنجليزية)